# Partido Democrático de Chile (1988-1989)
El Partido Democrático de Chile (Padech) fue un partido político chileno que tuvo existencia legal entre 1988 y 1989 bajo el estado de "en formación".

## Historia

### Antecedentes
Los antecedentes del Padech se remontan a la refundación del Partido Democrático Nacional en 1983, momento en el cual se generaron dos facciones: una liderada por Luis Minchel, opositora a la dictadura, y otra liderada por Apolonides Parra que apoyaba a la dictadura militar.
La facción de Parra formó parte en 1984 del Grupo de los Ocho y posteriormente del Acuerdo Democrático Nacional. El 31 de enero de 1986 esa misma facción constituyó el Frente Democrático de Concordia (Fredeco) junto al Movimiento Social Cristiano, la Democracia Radical, el Partido Democracia Social, la Unión Cívica Radical, el Movimiento Obrero Socialdemócrata, el Movimiento Javiera Carrera y el Centro Cívico Arturo Matte.

### Fundación
Los militantes de la facción del Padena liderada por Luis Minchel apoyaron la opción «No» en el plebiscito de 1988, tras lo cual la facción de Parra acordó constituir legalmente su propio partido que apoyara al régimen. El Padech fue creado el 16 de junio de 1988 e inició los trámites para su constitución legal cuatro días después y fue declarado como "partido en formación" el 27 de julio de ese mismo año. Apoyó abiertamente la opción «Sí» —que buscaba la continuidad de la dictadura militar del general Augusto Pinochet— en el plebiscito del 5 de octubre de ese año.
Su única directiva estuvo compuesta por Apolonides Parra Pradenas (presidente), Jorge Villarroel Santana (vicepresidente), Dagoberto Vega Crisosto (secretario) y Roberto Pincheira Cáceres (tesorero). En su declaración de principios señalaba que su objetivo principal era «la emancipación política, social y económica del pueblo de Chile y especialmente de la clase trabajadora».

### Actividad política y disolución
El 26 de octubre de 1988 formó junto al Partido Nacional por el Sí, la Democracia Radical, el Partido Socialdemócrata, Avanzada Nacional, el Partido Liberal Demócrata, el Centro Democrático Libre, los Comités Cívicos, el Gran Frente Cívico de Chile, el Movimiento de Independientes de Centro, el Frente Nacional de Profesionales e Intelectuales, y el Movimiento de Unidad Social Cristiana, la Confederación Democrática (CODE), de muy corta existencia y que desapareció en 1989 durante las negociaciones para las candidaturas parlamentarias de dicho año.
El partido finalmente fue disuelto por el Servicio Electoral el 27 de febrero de 1989, por no cumplir con los requisitos legales, y gran parte de sus militantes se unieron a Renovación Nacional (RN).[cita requerida]